# Lijst van voetbalinterlands Rusland - Tunesië
Deze lijst van voetbalinterlands is een overzicht van alle officiële voetbalwedstrijden tussen de nationale teams van Rusland en Tunesië. De landen speelden tot op heden een keer tegen elkaar: een groepswedstrijd tijdens het Wereldkampioenschap voetbal 2002, die werd gespeeld op 5 juni 2002 in Kobe (Japan).

## Wedstrijden
| № | Plaats | Datum       | Competitie | Wedstrijd         | Uitslag |
| - | ------ | ----------- | ---------- | ----------------- | ------- |
| 1 | Kobe   | 5 juni 2002 | WK 2002    | Rusland – Tunesië | 2 – 0   |

## Samenvatting
| Competitie   | Totaal gespeeld | Winst Rusland | Gelijk | Winst Tunesië | Doelsaldo Rusland – Tunesië |
| ------------ | --------------- | ------------- | ------ | ------------- | --------------------------- |
| WK-eindronde | 1               | 1             | 0      | 0             | 2 − 0                       |
| Totaal       | 1               | 1             | 0      | 0             | 2 − 0                       |

## Details

### Eerste ontmoeting
| WK 2002 (Kobe, Japan, 5 juni 2002):       |       |         |
| Rusland                                   | 2 – 0 | Tunesië |
| Jegor Titov 59' Valeriy Karpin 64' (pen.) | goals |         |